# Teotônio Vilela, Alagoas
Teotônio Vilela este un oraș în statul Alagoas (AL) din Brazilia.